# Gonocerca oregonensis
Gonocerca oregonensis är en plattmaskart. Gonocerca oregonensis ingår i släktet Gonocerca och familjen Hemiuridae. Inga underarter finns listade i Catalogue of Life.